# 10878 Moriyama
10878 Moriyama è un asteroide della fascia principale. Scoperto nel 1996, presenta un'orbita caratterizzata da un semiasse maggiore pari a 2,5222510 UA e da un'eccentricità di 0,1380882, inclinata di 4,13243° rispetto all'eclittica.